# Otus moheliensis
Mocho-d'orelhas-de-mohéli ou mocho-de-orelhas-de-moéli (Otus moheliensis) é uma espécie de ave estrigiforme pertencente à família Strigidae, típica das Ilhas Comores.